# Marki (województwo opolskie)
Marki – wieś w Polsce, położona w województwie opolskim, w powiecie oleskim, w gminie Praszka. 
Miejscowość wchodzi w skład sołectwa Lachowskie.
W latach 1975–1998 miejscowość położona była w województwie częstochowskim.